# Erika Netzer
Erika Netzer, avstrijska alpska smučarka, * 23. junij 1937, Sankt Gallenkirch, Avstrija, † 30. november 1977, St. Gallen, Švica.
Nastopila je na Olimpijskih igrah 1960, kjer je zasedla osmo mesto v smuku, ter Svetovnem prvenstvu 1962, kjer je osvojila srebrno medaljo v veleslalomu ter bronasti medalji v slalomu in kombinaciji. Štirikrat je postala avstrijska državna prvakinje, po enkrat v vsaki disciplini.